# GNU Fortran
GNU Fortran (o bien GFortran) es un compilador para Fortran 95/2003/2008/2018, desarrollado por GNU que es parte de la GNU Compiler Collection (GCC). GFortran reemplaza al compilador g77, el cual detuvo su desarrollo en la versión 4 de GCC.
GFortran está en desarrollo, no obstante, puede ejecutar y compilar programas correctamente en varias plataformas.